# Palazzo Ghazaleh
Palazzo Ghazaleh (Beit Gazaleh; in arabo: غزالة) è una delle più importanti e meglio conservate dimore di Aleppo (Siria) di epoca ottomana. Prende il suo nome dalla famiglia Ghazaleh che ha posseduto la casa per circa due secoli. Nel 1914 divenne una scuola pubblica ed è stata recentemente restaurata per ospitare il Museo della memoria della città di Aleppo. Palazzo Ghazaleh è situato nel quartiere storico di Al-Jdayde.

## Storia: l'origine di palazzo Ghazaleh
Il palazzo si trova ai limiti occidentali di un grande quartiere, abitato da una popolazione multietnica e multi confessionale, che si è sviluppato a nord della Città Vecchia di Aleppo fin dall'epoca Mamelucca. Questo settore divenne il quartiere cristiano di Jdeide, cresciuto organicamente intorno alle sue numerose chiese, dove vivevano i notabili delle comunità cristiane della città e in particolare gli Armeni, specializzati nel commercio con l'India e la Persia.
Palazzo Ghazaleh fu costruito davanti a due vasti Waqf musulmani — creati nel 1583-90 e nel 1653 — con i quali forma il centro monumentale di un vivace quartiere dove risiedono sia musulmani sia cristiani. Unico per la qualità delle decorazioni e per le sue dimensioni imponenti, palazzo Ghazaleh testimonia della ricchezza e del potere raggiunto dalla comunità cristiana aleppina nel XVII secolo. I suoi famosi pannelli lignei, dipinti da artisti locali, non comportano raffigurazioni umane e presentano numerose iscrizioni con passaggi di Salmi biblici, poemi mistici e massime popolari. La molteplicità dei riferimenti culturali sottolinea l'eclettismo e la ricca cultura araba propri delle élite urbane di Aleppo.

## Studi recenti e progetti di restauro
Dal 2007 al 2011, la Direzione siriana delle Antichità e dei Musei ha compiuto importanti lavori di restauro nell'ambito della trasformazione di palazzo Ghazaleh in Museo della memoria della città di Aleppo. I restauri hanno anche comportato il rinnovo di parte dei pannelli decorativi, parzialmente ridipinti da artigiani damasceni.
Nello stesso tempo alcuni discendenti della famiglia Ghazaleh hanno finanziato uno studio scientifico del palazzo iniziato nel 2010, che comprende un'analisi storica del quartiere e della casa, un'analisi stilistica degli elementi decorativi e un dettagliato rilievo architettonico. Questa ricerca ha permesso di stabilire una cronologia precisa dell'evoluzione del palazzo dalla sua costruzione ad oggi.

## Recenti sviluppi
Dal 2012, il palazzo Ghazaleh, in particolare l'iwan, ha subito danni catastrofici causati dai combattimenti legati alla guerra civile. La proprietà è stata colpita da varie esplosioni e tutti i restanti pannelli decorativi in legno sono stati rimossi da ignoti.
Un sondaggio collaborativo ad alta precisione di Beit Ghazaleh è stato completato nel novembre 2017 dalla DGAM e dall'UNESCO per facilitare l'ulteriore studio, la protezione e il consolidamento di emergenza della sua struttura.
Sono state emesse ulteriori segnalazioni riguardanti danni alla proprietà e saccheggio dei suoi pannelli decorativi.  Nel gennaio 2021 è stata presentata una richiesta per l'aggiunta di Beit Ghazaleh alla lista World Monuments Watch. Nello stesso anno furono avviati i lavori di emergenza per proteggere la struttura.
Beit Ghazaleh è stata ulteriormente danneggiata durante il terremoto del febbraio 2023.

## Galleria d'immagini

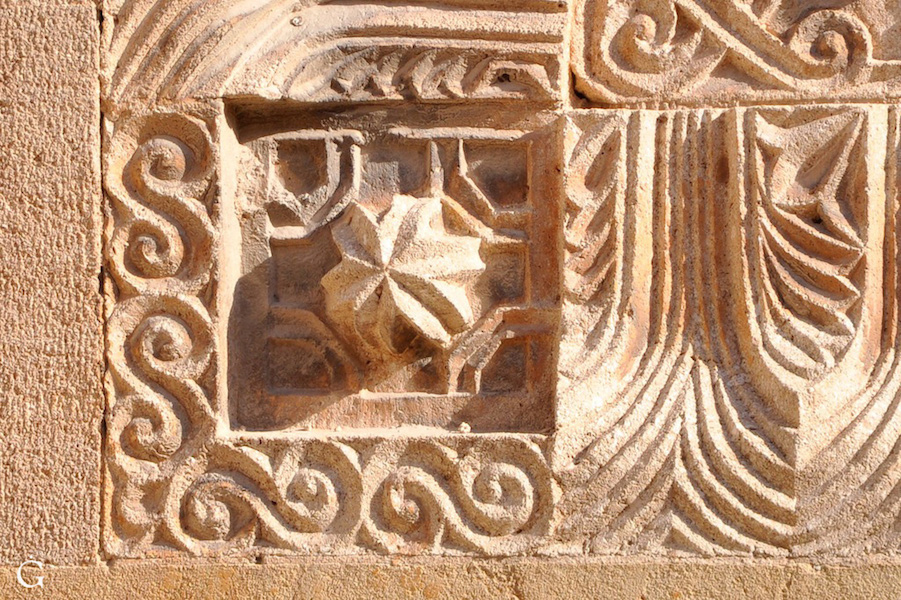
Dettaglio della scultura di una cornice sulla facciata nord di palazzo Ghazaleh
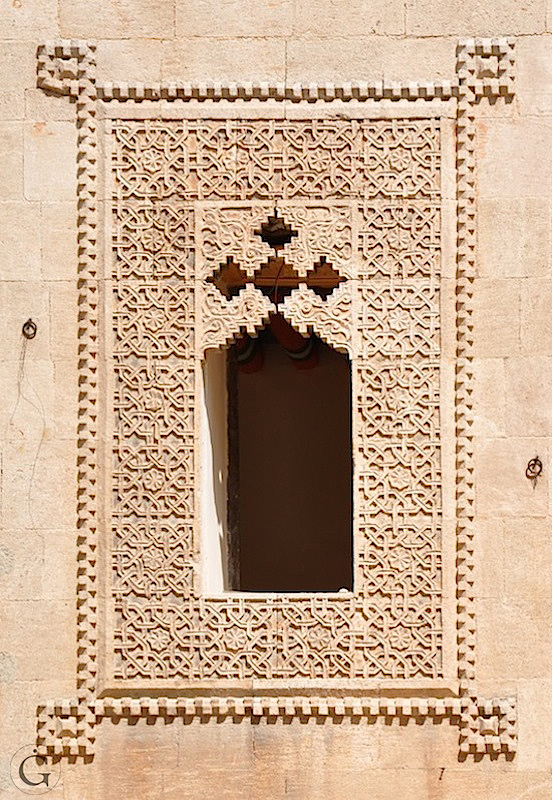
Palazzo Ghazaleh, finestra scolpita
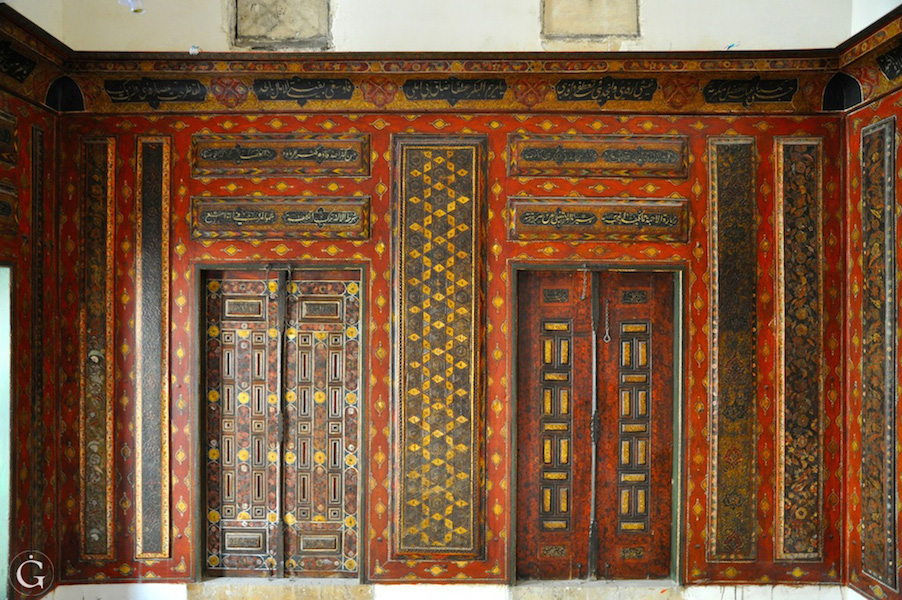
Pannelli lignei della qoubba di palazzo Ghazaleh
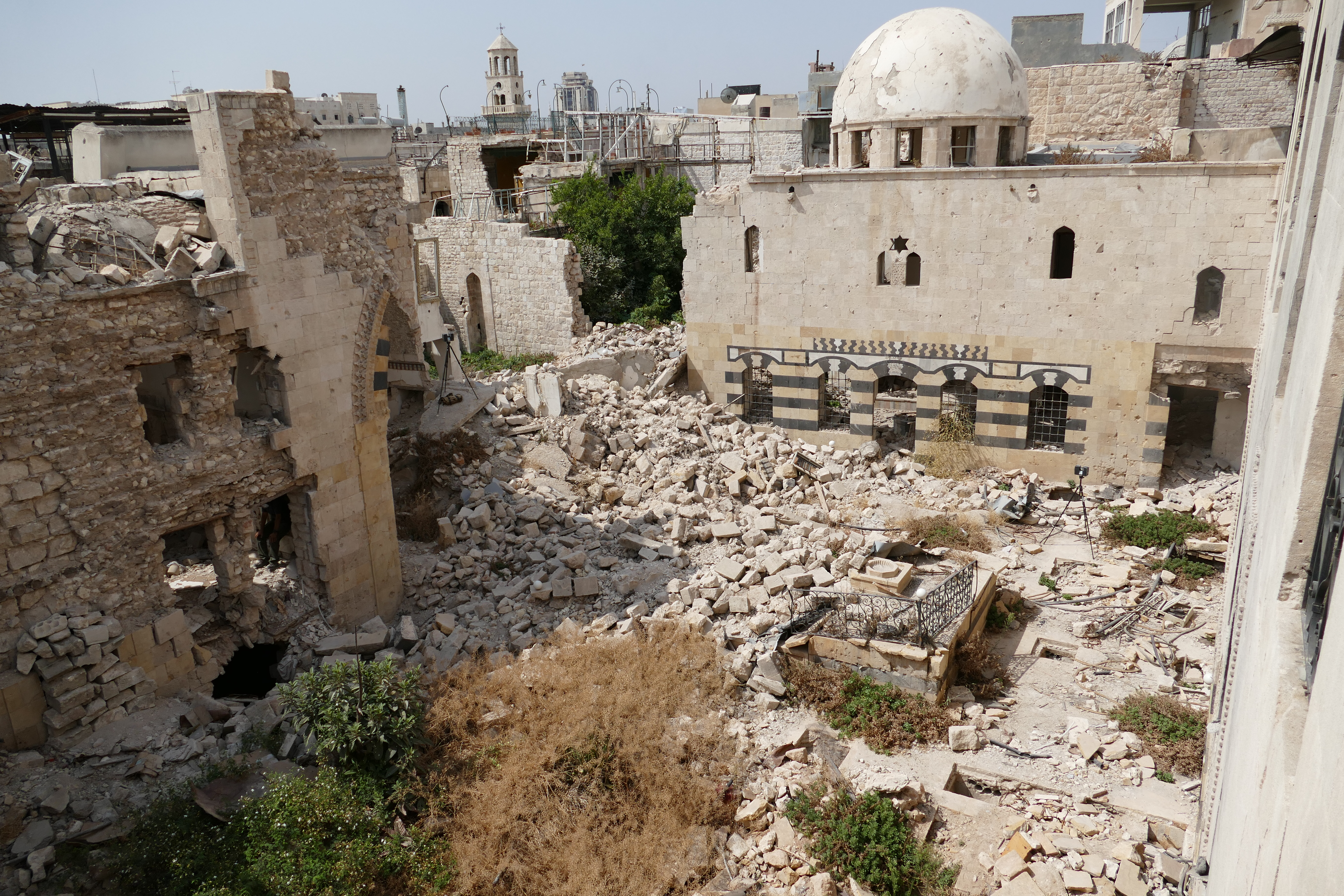
palazzo Ghazaleh (2017)
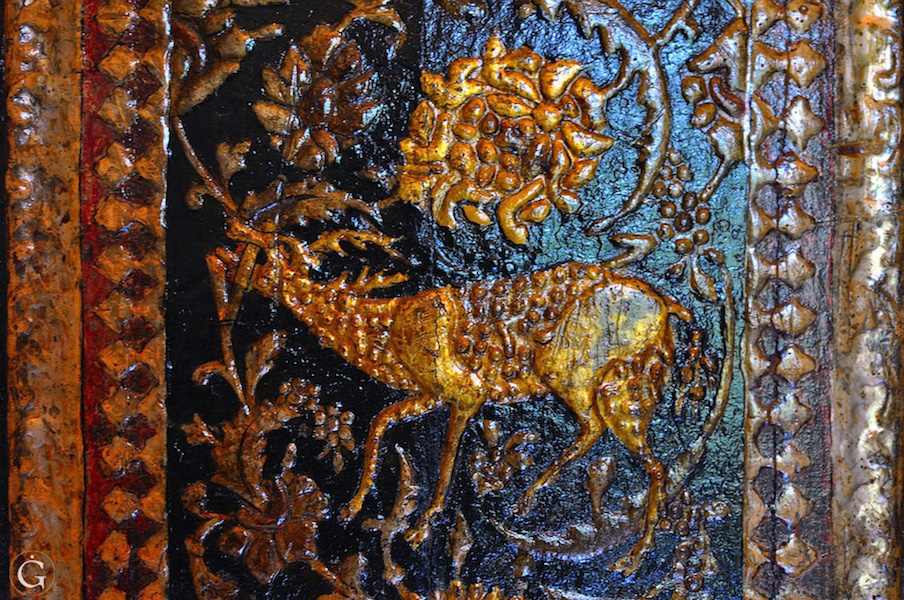
La "gazzella" di palazzo Ghazaleh, pannello ligneo dipinto (Collection Pharaon, Museo Mouwad - Beirut 2011)
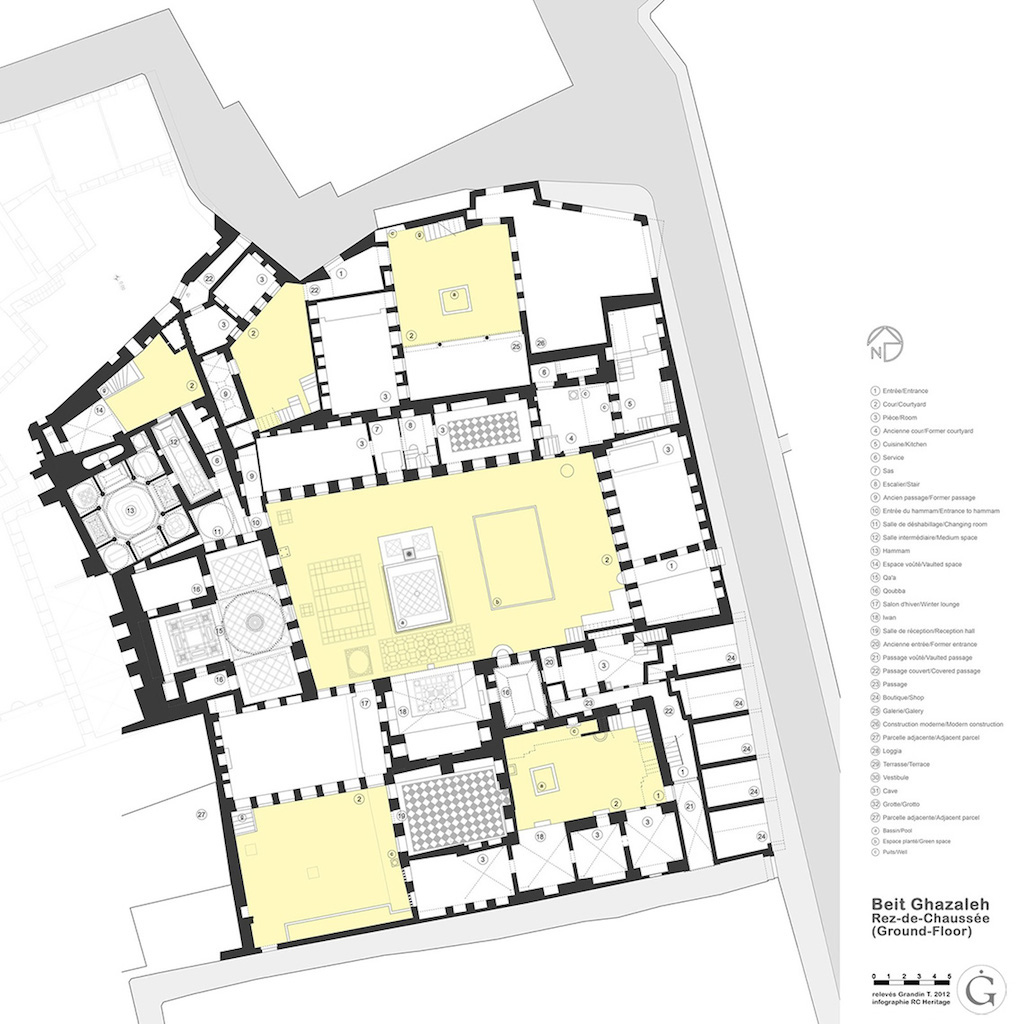
I sei cortili di palazzo Ghazaleh (RC Heritage)
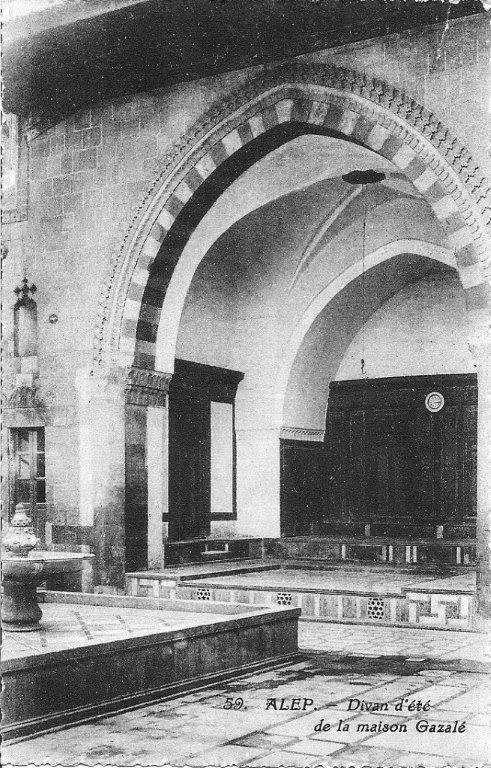
l'Iwan di palazzo Ghazaleh in una cartolina d'epoca (1918-1920)